# Retba
Retba nebo Lac Rose (Růžové jezero) je jezero nacházející se v Senegalu 30 km severovýchodně od hlavního města Dakaru v katastru obce Sangalkam. Voda v jezeře se vyznačuje sytě růžovou barvou, kterou způsobuje řasa Dunaliella salina. Jezero má rozlohu 3 km² a leží nedaleko pobřeží Atlantského oceánu, od něhož je odděleno pouze písečnými dunami. V důsledku průsaku mořské vody a vysokého výparu se obsah soli pohybuje okolo 40 procent, voda je tak hustá, že se člověk bez námahy udrží na hladině. Místní obyvatelé v jezeře ručně dobývají sůl, k ochraně pokožky používají bambucké máslo. Na březích jezera tradičně končila závěrečná etapa Rallye Dakar.